# Marina Kuzina
Marina Kuzina (19 de julho de 1985) é uma basquetebolista profissional russa.

## Carreira
Marina Kuzina integrou a Seleção Russa de Basquetebol Feminino, em Londres 2012, que terminou na quarta colocação.